# Sahle Dengel
Sahle Dengel (äthiop. ሳህለ ድንግል) war mit Unterbrechungen von 1832 bis ans Ende der Zemene Mesafint („Ära der Prinzen“) am 11. Februar 1855 Negus Negest (Kaiser) von Äthiopien. Er war der Sohn von Gebre Mesay, dem angeblichen Nachkommen eines jüngeren Sohns des Kaisers Fasilides.
Während die eigentliche Macht in den Händen des Oromo Enderase oder Regenten, Ras Ali II. aus dem Distrikt Yejju ruhte, agierte Sahle Dengel vor allem als Repräsentationsfigur. Nach einem Besuch der Hauptstadt Gonder im Jahr 1833 berichtete Eduard Rüppell, dass zu diesem Zeitpunkt der Kaiser kaum das Einkommen eines typischen äthiopischen Besserverdienenden besaß, und dass es den bedeutenden Prinzen von Tigray, Schoa und Amhara nicht gelang Streitigkeiten und Blutvergießen zu unterbinden.
Als Sahle Dengel durch Ras Ali auf den Thron befördert wurde, tadelte der Klerus von Azazo dessen religiöse Überzeugung und überredete Ras Ali dazu ihn zu entfernen. Sahle Dengel wurde nach Zengaj geschickt. Gebre Krestos aus Mesraha, einer Insel im Tanasee, wurde auf Geheiß Ras Alis der neue Kaiser. Dieser starb jedoch nach drei Monaten, woraufhin Sahle Dengel ein weiteres Mal Ras Ali überzeugte und im Oktober 1832 Kaiser wurde. Etwa zur selben Zeit beanspruchte auch Egwale Anbesa den Thron. Sahle Dengel schlug dessen Kopf ab und platzierte ihn in einem Baum in Adababay.
Nach dem Tod des Ras Kinfu kämpften die Kriegsherren um die Herrschaft über dessen Land in Gojam. Letztendlich gewann Mennen Liben Amede die Oberhand, besiegte Walda Tekle und entthronte Sahle Dengel am 29. August 1840, um ihren Ehemann Johannes III. zum Kaiser zu machen. Johannes machte sich jedoch bei Ras Ali unbeliebt, indem er dessen Rivalen Wube Haile Mariam begünstigte. Dies veranlasste Ras Ali dazu Sahle Dengel im Oktober 1841 wieder auf den Thron zu setzen. Es gelang Johannes ein weiteres Mal den Thron für kurze Zeit von 1850 bis zu seiner Absetzung 1851 zurückzugewinnen. Sahle Dengel gelangte danach ein letztes Mal auf den Thron, den er bis zur Zusammenführung Äthiopiens unter Theodor II. besetzte.
Johannes III. beanspruchte ebenso wie Theodor II. den kaiserlichen Thron. Ein jeder der beiden wurde von verschiedenen Gebieten als Kaiser anerkannt. Schließlich beendete Theodor II. diesen Zustand. Bemerkenswert ist, dass Johannes III. die Thronbesteigung Theodors II. akzeptierte.